# Strobilanthes diandra
Strobilanthes diandra är en akantusväxtart som först beskrevs av Christian Gottfried Daniel Nees von Esenbeck, och fick sitt nu gällande namn av Arthur Hugh Garfit Alston. Strobilanthes diandra ingår i släktet Strobilanthes och familjen akantusväxter. Utöver nominatformen finns också underarten S. d. densa.